# Sciophila similis
Sciophila similis är en tvåvingeart som beskrevs av Blagoderov 1990. Sciophila similis ingår i släktet Sciophila och familjen svampmyggor. Inga underarter finns listade i Catalogue of Life.